# Herbert Marcuse
Herbert Marcuse (Berlin, 1898. július 19. – Starnberg, 1979. július 29.) német filozófus, szociológus, politológus, a frankfurti iskola alapító tagja.

## Élete
Herbert Marcuse Berlinben született Karl Marcuse és Gertrud Kreslawsky fiaként. Heidegger tanítványa volt, az 1930-as években a marxizmus hatott rá, de azt elsősorban kultúrkritikaként értelmezte át.
Egyik alapító tagja volt a két világháború közötti időszak jelentős filozófiai körének, az ún. frankfurti iskolának. Marcuse a frankfurti iskola idősebbik nemzedékének jelentős képviselője, ő dolgozta ki a kritikai marxizmust. Célja volt, hogy létrehozza a fenomenológia, az egzisztencializmus és a marxizmus szintézisét.

## Főbb művei
- Hegel ontológiája és történetiség-felfogása (1932)
- Ész és forradalom (1941)
- Érosz és civilizáció (1955)
- Szovjet marxizmus (1958)
- Az egydimenziós ember (1964)

### Az Ész és forradalom
Az Ész és forradalom című munkája 1941-ben jelent meg. Ez volt Marcuse első nagy angol nyelven publikált műve. Jellemző a könyv hangvételére, hogy áthatja a fasizmusellenesség. A kritikai elmélet kiindulási pontjait tartalmazza, ezért segít megérteni a frankfurti iskola álláspontját és a pozitivizmus-vitát. A könyv legfontosabb mondanivalója a fennálló világ negativitása: hamis a róla alkotott kritikátlan fogalom, tehát hamis maga a világ is.

### Az egydimenziós ember
Herbert Marcuse legfontosabb alkotásának Az egydimenziós ember című művét tekintik, melyet 1964-ben írt. Az 1960-as évek kritikai szociológiai irányzata nagy hatással volt rá. Ez az irányzat feladatának tekintette a fennálló viszonyokkal szembeni kritika gyakorlását. Álláspontjuk szerint először a szociológusoknak kell megkonstruálni a jó társadalom képét, és ennek az alternatívának a szempontjából kell vizsgálni a fennálló társadalmi viszonyokat.
A fent említett műve egyaránt bírálja a Szovjetuniót és a kapitalista társadalmat. Marcuse szerint az ember szabad, sokdimenziós lény; az számít jó társadalomnak, ami engedi, hogy ez a sokféle képesség és készség kibontakozzon az emberből. Ebből a nézőpontból megvizsgálta az Egyesült Államok társadalmát is. Úgy találta, hogy az amerikai társadalom is egyetlen dimenzióba kényszeríti az embert, ez pedig a fogyasztási dimenzió. Az embert azzal azonosítják, amije van. A legfőbb mozgatóerő a pénz. Marcuse szerint tehát az egyetlen dimenzió a gazdaság, és az élet egyetlen örömforrása a fogyasztás. A reklámok és a média feladata a manipuláció, hogy az embereket vásárlásra ösztönözze.
Marcuse azt mondja, hogy a középosztályok manipulációja olyan jól sikerült, hogy elfogadták ezt az egydimenziós létet. Fő kérdése: kik lehetnek azok, akiktől még várni lehet, hogy kitörjenek az egydimenziós létből? Marcuse válasza: a fiatalok és a diákok, mivel ők még nem integrálódtak olyan erősen a társadalomba.

## Magyarul
- Az egydimenziós ember. Tanulmányok a fejlett kapitalista társadalom ideológiájáról; Kossuth, Bp., 1969
- Ész és forradalom. Hegel és a társadalomelmélet keletkezése; ford. Dezsényi Katalin, Endreffy Zoltán, utószó Almásy Miklós; Gondolat, Bp., 1982 (Társadalomtudományi könyvtár)
- Az egydimenziós ember; ford. Józsa Péter; Kossuth, Bp., 1990